# Mirador de Killi Killi
El Mirador de Killi Killi es un parque mirador ubicado al noroeste de la ciudad de La Paz, Bolivia. El nombre proviene del nombre local del halcón falco sparverius,ave rapaz que habita la zona.

## Ubicación
Está situado en lo más alto del barrio de Villa Pabón, sobre el cerro Santa Bárbara. A cuatro kilómetros de la Plaza Murillo.

## Historia
El cerro Santa Bárbara, así como otros numerosos espacios que rodean la ciudad de La Paz, ha sido desde tiempos prehispánicos un espacio ceremonial, es parte del grupo de wakas y apachetas en las que se realizan wajt'as y ofrendas a las deidades de Los Andes.
Sirvió como cuartel general durante el cerco a la ciudad en 1781, cuando los indígenas liderados por Tupac Katari acecharon la ciudad.
En el mismo lugar se exhibió parte del cuerpo descuartizado de Katari tras su condena, como método de amedrentamiento y ejemplificación de las consecuencias de un levantamiento contra la colonia española.

## Características
Desde el mirador se tiene una vista panorámica de 360° de la ciudad de La Paz y la montaña Huayna Potosí.

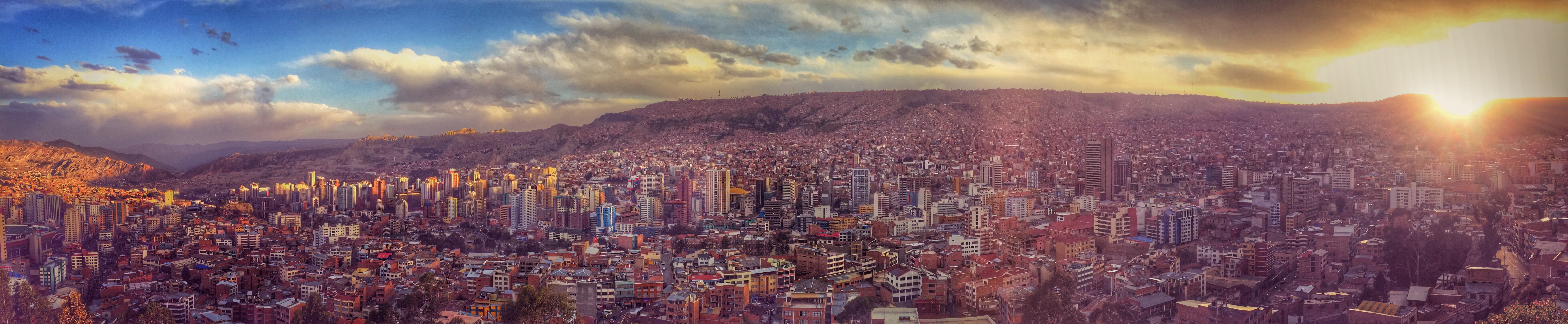
Vista panorámica de la ciudad de La Paz desde el mirador de Killi Killi

### Arco de piedra
El parque mirador cuenta con un arco de piedra tallada por Agustín Callizaya a inicios de la década de 1920, el arco perteneció a una vivienda ubicada en las cercanías de la Plaza Isabel la Católica, en la zona de Sopocachi, y fue trasladada al parque tras la demolición de la misma.